# 社阳水库
社阳水库是中国浙江省衢州市龙游县境内的一座水库，位于衢江支流社阳港上，建于1960年。水库正常库容为875万立方米，集雨面积为84平方千米，海拔为114米。